# Glasfelderkopf
Glasfelderkopf är ett berg i Österrike, på gränsen till Tyskland. Det ligger i den västra delen av landet, 500 km väster om huvudstaden Wien. Toppen på Glasfelderkopf är 2 271 meter över havet, eller 102 meter över den omgivande terrängen. Bredden vid basen är 0,89 km.
Terrängen runt Glasfelderkopf är huvudsakligen bergig, men åt nordost är den kuperad. Runt Glasfelderkopf är det ganska glesbefolkat, med 26 invånare per kvadratkilometer.. Närmaste större samhälle är Tannheim, 11,2 km nordost om Glasfelderkopf. 
Trakten runt Glasfelderkopf består i huvudsak av gräsmarker.